# Macrostylis zenkevitchi
Macrostylis zenkevitchi är en kräftdjursart som beskrevs av Yakov Avadievich Birstein1963. Macrostylis zenkevitchi ingår i släktet Macrostylis och familjen Macrostylidae. Inga underarter finns listade i Catalogue of Life.